# Saxifraga saxicola
Saxifraga saxicola är en stenbräckeväxtart som beskrevs av H. Sm.. Saxifraga saxicola ingår i Bräckesläktet som ingår i familjen stenbräckeväxter. Inga underarter finns listade i Catalogue of Life.